# اندیس آنومالی دیزج ۲
آنومالی دیزج ۲ یک اندیس فلزی است که در حوالی شهر سیلوانه استان آذربایجان غربی قرار دارد و مادهٔ معدنی موجود در آن، طلا است.سنگ میزبان این اندیس سنگ آهک، رادیولاریت، میکرودیوریت، آندزیت است در این اندیس، پاراژنزهای منییت، هماتیت، لیمونیت، اسپینل، پیروکسن، آمفیبول، پیریت، اپیدوت، کلریت، کرومیت، آپاتیت، باریت یافت می‌شوند.